# 木村庄之助 (4代)
4代 木村 庄之助（よんだい きむら しょうのすけ、生没年不詳）は、大相撲の立行司。江戸相撲草創期の人物で、「木村庄之助」としての活動が確認できる最初の人物であり、実質的な初代である
。

## 人物
宝永5年（1708年）に九重庄之助で差添をつとめたのが初見。同年中に中立姓に改め、中立庄之助と称した。勧進元、差添をたびたび勤めた。享保11年（1725年）に木村庄之助に改める。
史実としての初代であるが、木村家で文政（1818年 - 1830年）のころに系譜を編纂した際に3人の先祖を加上したため、4代目とされる。初代庄之助と3代庄之助は架空の人物とされ、2代庄之助は別系統の行司であった。